# HELI – Flugrettung Südtirol
Die Flugrettungsorganisation HELI – Flugrettung Südtirol mit Sitz in Bozen (Südtirol, Italien) ist ein Teil des Südtiroler Rettungsdienstes auf dem Gebiet der Luftrettung.

## Geschichte
Im Jahre 1987 wurde eine eigene Flugrettung in Südtirol gegründet. Die wesentliche Aufbauarbeit leistete dabei das Weiße Kreuz zusammen mit anderen Rettungsorganisationen.
Seit 1997 existiert die Arbeitsgemeinschaft Flugrettung, die im Auftrag der Südtiroler Landesregierung für den reibungslosen Ablauf des Flugrettungsdienstes sorgt. Die Gründungsmitglieder der Arbeitsgemeinschaft waren der Landesrettungsverein Weißes Kreuz, der Alpenverein Südtirol (AVS), der Bergrettungsdienst im AVS, der Club Alpino Italiano (CAI) und der Corpo Nazionale Soccorso Alpino e Speleologico.
Im Jahr 1998 trat dem Dienst der Aiut Alpin Dolomites mit Sitz in Gröden bei, der heute einen  zusätzlichen Rettungshubschrauber während der touristischen Hochsaison zur Verfügung stellt. Die Einsätze der Landesflugrettung koordiniert die Landesnotrufzentrale in Bozen. Heute heißt der privatrechtlichen Verein HELI.

## Aufgaben
Die Aufgaben der HELI – Flugrettung Südtirol sind:
- die Organisation und Verwaltung des Flugrettungsdienstes in der Autonomen Provinz Bozen,
- die Ausarbeitung von technischen Standards und Konzepten für die Optimierung der Rettungseinsätze,
- die Organisation und Schulung des ärztlichen und des nicht-ärztlichen Personals,
- die Schaffung der Voraussetzungen für die Ausbildungstätigkeiten.

## Ausstattung

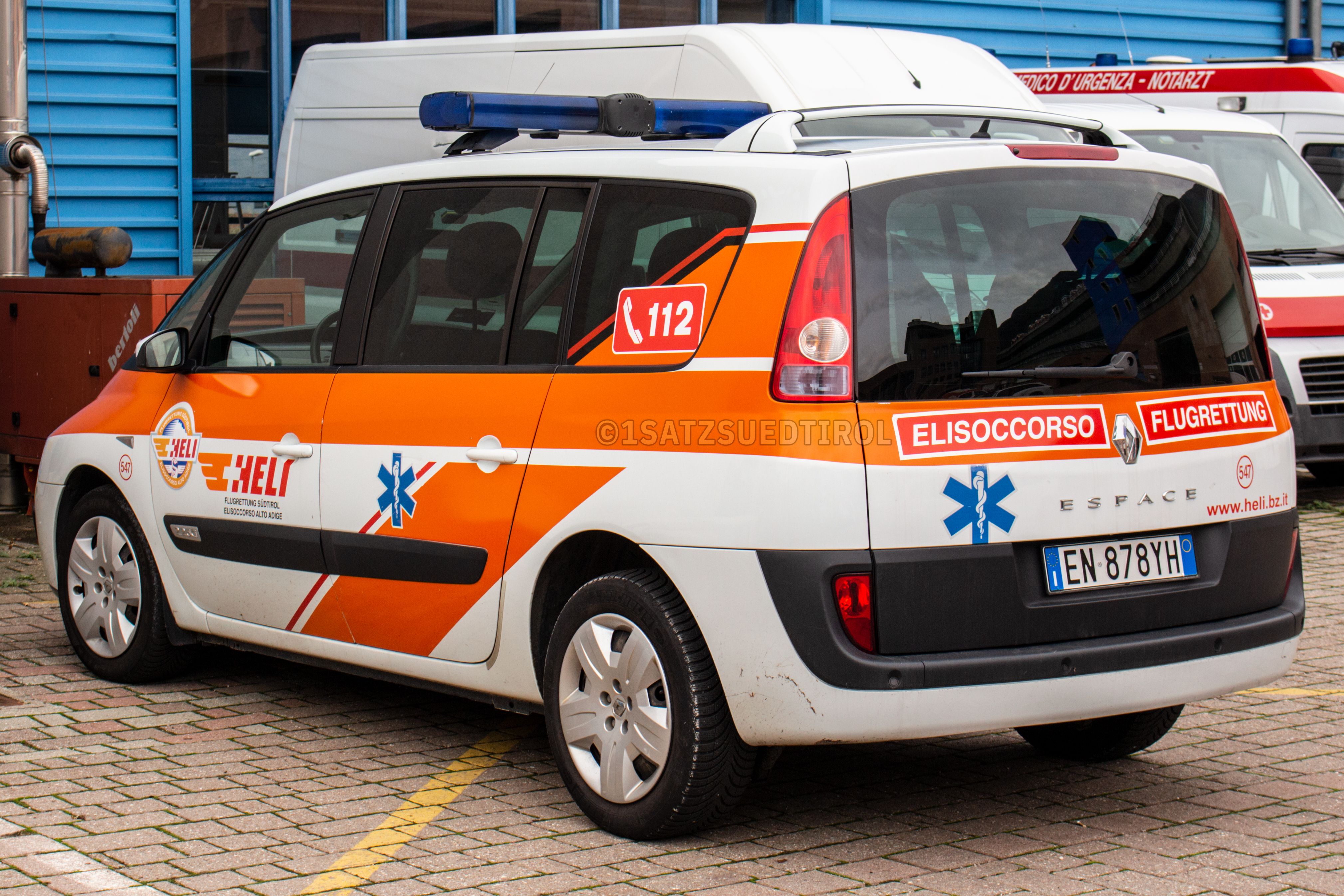
Einsatzfahrzeug von HELI in Bozen

Die Luftrettung in Südtirol verfügt über vier Hubschrauber.
Seit dem 1. März 2015 sind zwei Maschinen vom Typ Airbus Helicopters EC-145 T2 im Einsatz, die zwei ältere, orange-weiß lackierte Modelle ablösten. Diese beiden Hubschrauber tragen die Bezeichnungen Pelikan 1 und Pelikan 2. Der Stützpunkt des Pelikan 1 liegt in Bozen, nahe der Landesnotrufzentrale bzw. der Zentrale des Weißen Kreuzes in Bozen; der des Pelikan 2 liegt in Brixen (aufgrund Sanierungsarbeiten im Sommer 2023 vorübergehend am Flugplatz Toblach). Seit dem 1. Februar 2020 ist ein dritter Hubschrauber derselben Baureihe, Pelikan 3, in Laas im Vinschgau stationiert. Pelikan 1 und 2 sind orange mit einem weißen Kreuz, welches sich von hinten über die Seite erstreckt. Pelikan 3 ist gelb. Alle drei Pelikane haben eine gute Sichtbarkeit vor allem im Schneetreiben.
Ein vierter Hubschrauber ist saisonsgebunden, nämlich der des Aiut Alpin Dolomites. Diese Maschine vom Typ Eurocopter EC 135 trägt die Farbe Rot. Sein Stützpunkt liegt in Pontives (Gemeinde Lajen) in Gröden.
Ausgestattet sind alle Hubschrauber mit je einer Stahlseilwinde zu 90 Metern Länge. Des Weiteren verfügen sie über modernste medizinische Ausstattung, die die Helikopter zu fliegenden Intensivstationen machen. Außer Pelikan 3 sind alle nachtflugtauglich, fliegen aber grundsätzlich nur in den Tagesrandzeiten zwischen 6 und 22 Uhr.

## Flugrettungs-Stationen
| Rufname    | Ort                                       | Provinz  | Betreiber                   | Flugbetrieb durch                  | Lage                | Internet   | Bemerkung |
| ---------- | ----------------------------------------- | -------- | --------------------------- | ---------------------------------- | ------------------- | ---------- | --------- |
| Aiut Alpin | Pontives                                  | Südtirol | HELI – Flugrettung Südtirol | Auit Alpin Dolomites               | 46.586955 11.630326 | Datenblatt |           |
| Pelikan 1  | Bozen                                     | Südtirol | HELI – Flugrettung Südtirol | HELI Flugrettung Helicopter Italia | 46.497487 11.305341 | Datenblatt |           |
| Pelikan 2  | Brixen (Flugplatz Toblach im Sommer 2023) | Südtirol | HELI – Flugrettung Südtirol | HELI Flugrettung Helicopter Italia | 46.725092 11.648    | Datenblatt |           |
| Pelikan 3  | Laas                                      | Südtirol | HELI – Flugrettung Südtirol | HELI Flugrettung Helicopter Italia | 46.6199 10.68564    | Datenblatt |           |